# Det røde vandtårn (Haderslev)
|  | Denne artikel handler et vandtårn i Haderslev. Se Det røde vandtårn for andre betydninger. |
Det Røde Vandtårn eller Haderslev Vandtårn er et vandtårn, der ikke længere bliver brugt som vandtårn, beliggende i Haderslev. Det er blevet et vartegn for byen og er symbol for blandt andet Kløften Festival.
Det er på det seneste blevet restaureret med blandt andet installering af toilet og køkken, så det nu kan huse forskellige udstillinger og andre arrangementer. Blandt andet lavede Per Vers et show i tårnet i april 2009.

## Historie
Da den nordlige del af Haderslev i begyndelsen af 1920'erne skulle udvides, blev leveringen af et tilstrækkeligt vandtryk, der i forvejen var et problem, til et centralt emne, hvorfor man besluttede at lade et vandtårn opføre. I beslutningsprocessen var der dog en del kontrovers, omkring hvor tårnet skulle placeres, men byrådet vedtog med 8 stemmer mod 7 at det skulle stå på Marielystvej. 164.000 kroner blev bevilliget til bygningsværket.
I forbindelse med decemberorkanen i 1999 tog taget skade, hvorfor hele tagkonstruktionen måtte hejses ned og repareres. I 2003 solgte Haderslev Kommune tårnet til den selvejende institution Det røde vandtårn for et symbolsk beløb, hvorefter der kom gang i ideerne, og det blev blandt andet muligt at leje sig ind i tårnet til en privat fest med maksimalt 40 gæster.

## Arkitektur
Vandtårnet er cylinderformet båret af 12 betonsøjler og opført i røde mursten dækket af et kegleformet kobbertag. Øverst prydes det af en vindfløj. En trappe fører op til indgangspartiet. Bygningen af tegnet af arkitekten Peder Gram.
Vandtårnet er udsmykket med et lysende pentagram på den vestlige side, og på den østlige side.[kilde mangler]